# Habitatge al carrer Sant Martí, 41 (Centelles)
L'Habitatge al carrer Sant Martí, 41 és un edifici de Centelles (Osona) inclòs a l'Inventari del Patrimoni Arquitectònic de Catalunya.

## Descripció
Compta amb un petit portal amb cinc pedres treballades a banda i banda, disposades de diferent manera.
La part superior forma un arc rebaixat i a la dovella central hi ha la data de 1782.
Al costat hi ha una finestra de forma rectangular feta amb la mateixa pedra que el portal, si bé de dimensions més grans.

## Història
Aquesta casa és un clar exemple de l'ampliació urbanística que es realitzà a Centelles els segles XVIII i que s'ubica fora del nucli antic, en aquest cas a la part més meridional del nucli urbà.